# 単サイト近似
単サイト近似（たんサイトきんじ、英: Single site approximation）または単一サイト近似とは、多重散乱理論における総散乱行列T において、ポテンシャルがランダムな場合に平均操作で行われる近似のこと。

## 詳細
ここでは、置換型の不規則二元合金を考え、格子の配置は周期的であるが、ポテンシャル（二元合金なのでポテンシャルは2種類ある）の配置がランダムであるとする。
多重散乱理論から、ここで総散乱行列T は、
{\displaystyle T=\sum _{n}t_{n}+\sum _{n}t_{n}{\tilde {G}}\sum _{m\neq n}t_{m}+\sum _{n}t_{n}{\tilde {G}}\sum _{m\neq n}t_{m}{\tilde {G}}\sum _{p\neq m}t_{p}+\cdot \cdot \cdot }
である（→参照：多重散乱理論）。不規則二元合金では、2種類のポテンシャルをそれぞれA、Bとして、それに対応するt行列をtA、tBとする。従って、ポテンシャルがランダムに配置されている場合、上式の各項のt行列の和においてtA、tBがランダムに出てくることとなる。これをそのまま扱うことは現実には不可能で、何らかの平均化（平均操作）を行う必要がある。つまり、
{\displaystyle {\begin{aligned}T\quad \to \quad \langle T\rangle &=\left\langle \sum _{n}t_{n}+\sum _{n}t_{n}{\tilde {G}}\sum _{m\neq n}t_{m}+\sum _{n}t_{n}{\tilde {G}}\sum _{m\neq n}t_{m}{\tilde {G}}\sum _{p\neq m}t_{p}+\cdot \cdot \cdot \right\rangle \\&=\sum _{n}\left\langle t_{n}\right\rangle +\sum _{n}\left\langle t_{n}{\tilde {G}}\sum _{m\neq n}t_{m}\right\rangle +\sum _{n}\left\langle t_{n}{\tilde {G}}\sum _{m\neq n}t_{m}{\tilde {G}}\sum _{p\neq m}t_{p}\right\rangle +\cdot \cdot \cdot \end{aligned}}}
とする。< >は平均操作を意味する。ここで、上式最右辺の第三項に着目すると、これは3つのt行列の積の形となっている。そして、これにはtntmtn、tmtntmのような項が存在する。4次以上の項でも同様で、同一サイト同士の積が残ってしまう。これは平均化にとって甚だ面倒なこととなる。簡単のために1次と2次の場合を考え、ポテンシャルA、ポテンシャルBの濃度比をx:1-x(=y)として平均操作の結果を以下に示す。
1次の平均は、
{\displaystyle \langle t_{n}\rangle \to {\begin{cases}xt_{A},&n={\mbox{A }}\\(1-x)t_{B},&n={\mbox{B}}\end{cases}}}
2次の平均は、
{\displaystyle \langle t_{n}t_{m}\rangle \to {\begin{cases}x^{2}{t_{A}}^{2},&n\neq m,\quad n={\mbox{A}},\quad m={\mbox{A}}\\x{t_{A}}^{2},&n=m,\quad n=m={\mbox{A}}\end{cases}}}
となる。2次の場合、nまたはmがBの場合は省略（本当は2次の項の場合、n = mとなることはないが、ここでは便宜上n = mの場合を示した）。
1次の場合は良いとして、2次では{\displaystyle n=\,m}と{\displaystyle n\neq m}の場合とで平均の結果が異なる。つまり、3次以上の項では、t行列の積で同一サイトが含まれる場合と、そうでない場合とで平均操作を場合分けする必要がある。これを現実に行うことは不可能である。実際の平均操作では同一サイトが含まれるt行列の積の項を全て無視し、面倒な場合分けを行わないものとする。これが単サイト近似である。この近似により3次の項の平均操作を例にとると、
{\displaystyle \left\langle t_{n}t_{m}t_{p}\right\rangle =\left\langle t_{n}\right\rangle \left\langle t_{m}\right\rangle \left\langle t_{p}\right\rangle }
と各t行列毎の平均操作の積で表すことができる（ここで、{\displaystyle {\tilde {G}}}は省略した）。また、{\displaystyle {\tilde {G}}}は周期的なポテンシャル部分によるグリーン関数なので平均操作に対して不変である。
{\displaystyle {\tilde {G}}=\left\langle {\tilde {G}}\right\rangle }
以上から、単サイト近似における総散乱行列Tの平均<T>は、
{\displaystyle \left\langle T\right\rangle =\sum _{n}\left\langle t_{n}\right\rangle +\sum _{n}\left\langle t_{n}\right\rangle {\tilde {G}}\sum _{m\neq n}\left\langle t_{m}\right\rangle +\sum _{n}\left\langle t_{n}\right\rangle {\tilde {G}}\sum _{m\neq n}\left\langle t_{m}\right\rangle {\tilde {G}}\sum _{p\neq m,n}\left\langle t_{p}\right\rangle +\cdot \cdot \cdot }
となる。平均操作を施した状態密度D(E)は（D0(E)は自由電子の状態密度）、
{\displaystyle {\begin{aligned}D(E)-D_{0}(E)&={2 \over {N\pi }}\mathrm {ImTr} {d \over {dE}}\{x\ln T_{A}+y\ln T_{B}\}\\&=-{2 \over {N\pi }}\mathrm {ImTr} \{xT_{A}{d \over {dE}}(\tau _{A}^{-1}-B)+yT_{B}{d \over {dE}}(\tau _{B}^{-1}-B)\}\\&=-{2 \over {N\pi }}\mathrm {ImTr} \sum _{n}[x\left\langle T_{nn}\right\rangle _{n=A}{d\tau _{A}^{-1} \over {dE}}+y\left\langle T_{nn}\right\rangle _{n=B}{d\tau _{B}^{-1} \over {dE}}-\sum _{n_{1}}\left\langle T_{nn_{1}}\right\rangle {d \over {dE}}B_{{n_{1}}n}]\end{aligned}}}
となる。係数2はスピンの縮重度。Imは虚数部分、Trはトレース（跡)を取ることを意味する。更に平均操作は添え字nに対して独立なので、n=0（を原点として）で代表させる（N倍する必要あり。N：全サイト数）。また< Tnn >はフーリエ変換により、
{\displaystyle \left\langle T_{nn}\right\rangle \to T_{\mathbf {q} }^{eff}=[\tau _{eff}^{-1}-B_{\mathbf {q} }]^{-1}}
として、
{\displaystyle D(E)-D_{0}(E)=-{2 \over {\pi }}\mathrm {ImTr} \left[x\left\langle T_{00}\right\rangle _{0=A}{d\tau _{A}^{-1} \over {dE}}+y\left\langle T_{00}\right\rangle _{0=B}{d\tau _{B}^{-1} \over {dE}}-{1 \over N}\sum _{\mathbf {q} }T_{\mathbf {q} }^{eff}{dB_{\mathbf {q} } \over {dE}}\right]}
となる。これが不規則二元合金の状態密度を与える基本式となる。尚、Bqは構造定数（{\displaystyle \,B_{{n_{1}}n}}）をフーリエ変換したものである。

## 関連記事
- ATA
- CPA
- 第一原理バンド計算